# Sociedade de Risco: Rumo a uma Outra Modernidade
Sociedade de Risco: Rumo a uma Outra Modernidade (em alemão: Risikogesellschaft: auf dem Weg in eine andere Moderne) é um livro escrito pelo sociólogo alemão Ulrich Beck, publicado pela primeira vez na Alemanha em 1986. Nele se discute, entre muitos assuntos, os aspectos de uma sociedade que produz riscos e ameaças sobre as bases naturais da vida, bem como as divisões entre natureza, cultura e sociedade na virada para o século XXI. O desastre de Bhopal (Índia), o Vale da Morte (Cubatão) (Brasil) e a proliferação global de doenças vinculadas aos efeitos colaterais da sociedade industrial (câncer, DPOC, alergias, obesidade, DCNT etc.) comportam-se como bases empíricas para a obra. Nesse sentido, o livro tornou-se reconhecido entre a crítica e o público por antecipar o acidente nuclear de Chernobyl. Em 2001, a International Sociological Association (ISA) reconheceu Sociedade de Risco como um dos 20 livros de sociologia mais importantes do século XX.
Este livro está vinculado a um movimento teórico dos anos 80 que reconheceu uma crise dos paradigmas clássicos nas ciências sociais diante de transformações profundas na sociedade. A crise ambiental, marcada naquele momento pelo desastre de Chernobyl, a queda de Muro de Berlim, a derrocada do socialismo real, bem como a erosão da família nuclear, dos papéis tradicionais de gênero, os avanços nas tecnologias e seus desdobramentos apontavam na direção da construção de uma nova forma de organização social. Neste contexto, cientistas sociais de diversas áreas procuraram construir modelos teóricos que dessem conta destes acontecimentos.
Sociedade de Risco é um livro polêmico que gerou debates em diversas partes do mundo. Foi também alvo de muitas críticas, que em sua maioria giram em torno da acusação de alarmismo e eurocentrismo por parte de Beck, acerca de suas visões sobre a incontrolabilidade dos riscos e ameaças à vida, bem como por sua visão da globalização em uma perspectiva alemã. Beck publicaria outros três livros dentro da temática da sociedade de risco (constituindo, portanto, uma obra de quatro volumes) nos quais irá aprofundar sua teoria, responder às críticas, bem como modificar parte das posições até aqui tomadas. O livro Sociedade de risco mundial (em alemão: Weltrisikogesellschaft) é um empenho mais recente de Ulrich Beck em atualizar as teses desenvolvidas cerca de vinte anos antes em Sociedade de Risco.
Em a Sociedade de Risco Beck defende que houve uma ruptura dentro da modernidade que a afastou da sociedade industrial clássica e fez surgir algo diferente: a sociedade (industrial) do risco. Esta ruptura seria tão profunda quanto aquela exercida pela sociedade industrial sobre a organização feudal. A sociedade industrial criticou as práticas sociais típicas da tradição, e a sociedade de risco, por sua vez, questiona as premissas da sociedade industrial. Estes dois momentos são chamados por Beck, respectivamente de modernização da tradição (ou modernização simples) e modernização da sociedade industrial (ou modernização reflexiva). Nesta fase de desenvolvimento da sociedade moderna os riscos sociais, políticos, econômicos e industriais tomam proporções cada vez maiores escapando da alçada das instituições de controle e proteção da sociedade industrial. Os problemas da sociedade industrial de risco foram gerados pelo próprio avanço técnico-econômico. O processo de modernização  volta-se para si mesmo como tema e problema através, torna-se reflexivo.
Ao longo do livro, Beck demonstra como elementos que eram tidos como eixos centrais na sociedade moderna industrial foram sendo substituídos por outros. A família e o casamento perdem sua principalidade nas biografias pessoais. Profundas mudanças no que diz respeito às questões de gênero impõem ao homem e à mulher a necessidade de fazer escolhas entre a família e o trabalho, se arriscando à possibilidade de fazer as escolhas erradas. O indivíduo passa a ocupar lugar de destaque em relação à todas as esferas da organização social.
Beck explicita que, neste contexto, a noção de risco toma um significado bastante específico: é o risco que se baseia em interpretações causais dos acontecimentos. Podem, assim, permanecer invisíveis, pois só se estabelecem a partir dos saberes sendo aumentados ou diminuídos de acordo com interesses políticos. O centro da consciência de risco reside em projeções para o futuro e não no presente, o que pressupõe um processo social de reconhecimento e legitimação. A ciência ganha um novo papel por meio da construção desta consciência de risco. Ela será um dos mais fundamentais meios de legitimação e reconhecimento dos riscos.
Os riscos funcionam a partir daquilo que Beck chama de efeito boomerang, a saber, os riscos geram situações de perigo social que afetam as diversas camadas da sociedade de forma diferenciada, havendo uma tendência em prejudicar mais os menos poderosos. Contudo, os riscos podem também afetar diretamente aqueles que produzem ou se beneficiam destes riscos. Beck coloca, neste sentido, que "a miséria é hierárquica, o smog é democrático", ou seja, a fuga privada pode dar conta de alguns riscos, mas nunca de todos.
Configura-se, assim, um novo tipo de conflito social que não pode mais ser compreendido através da luta de classes. A dualidade aqui se apresenta de maneira completamente diferente, pois se na sociedade de classes a propriedade privada pressupõe que existam expropriados, na sociedade de risco as ameaças se distribuem de forma não excludente: estar afetado e não estar afetado pela ameaça difere qualitativamente de possuir e não possuir.
Beck adverte que a expansão dos riscos não rompe com o capitalismo, mas o modifica, pois retira do centro do palco social as questões de distribuição de renda. A sociedade se modifica por meio do que Beck chama de efeito elevador, ou seja, como se a sociedade de classes tivesse sido levada em seu conjunto a um andar acima de consumo de bens. As relações de desigualdade continuam constantes, mas as relações de trabalho e os modos vida se modificam. O risco difere radicalmente da riqueza como elemento central, pois a riqueza é possuída, enquanto o risco afeta. A fome e a miséria podem ter um fim, as situações de ameaça criadas pelo risco, não.
Surge assim, segundo Beck, uma solidariedade decorrente da exposição a um perigo comum e a esfera privada ganha potencial político. O vazio político e institucional deixado pela incapacidade de dar conta de todos os perigos gerados, são preenchidos por movimentos que agem baseados no combate aos riscos. Os movimentos sociais são a nova legitimação e a nova forma de fazer política, não necessariamente fundamentada em questões de classe e distribuição da renda. O risco torna políticas esferas até então consideradas apolíticas, conformando o que Beck denomina de subpolítica. A política transborda do Estado para outras esferas, transformando o que antes era não político em subpolítico.